# Non ce n'è per nessuno
Non ce n'è per nessuno è un album del cantante Claudio Rocchi, pubblicato nel 1979 dall'etichetta discografica Cramps Records.

## Tracce
LATO A
1. Camminare
2. Non ce n'è per nessuno
3. Nuove nevi
4. La ballata del bianco e del nero

LATO B
1. Grande (e)vento in Toscana
2. Maria
3. Devo stare più attento
4. Il cielo si fa blu

## Formazione
- Claudio Rocchi – voce
- Paolo Tofani – chitarra, cori, sintetizzatore
- Paolo Donnarumma – basso, cori
- Walter Calloni – batteria, percussioni
- Eugenio Pezza – pianoforte, tastiera, organo Hammond
- Daniele Cavallanti – sassofono tenore
- Eugenio Finardi, Flavia Baldassari, Donatella Bardi – cori